# ジュコーフスキー空港
ジュコーフスキー空港（ジュコーフスキーくうこう、ロシア語: Аэропорт Жуковский,、英語: Zhukovsky International Airport）は、ロシア連邦モスクワ州ジュコーフスキー、ラメンスコエにある空港。ラメンスコエ空港 (ラメンスコエくうこう、ロシア語: Аэропорт Раменское、英語: Ramenskoye Airport)とも呼ばれる。

## 概要

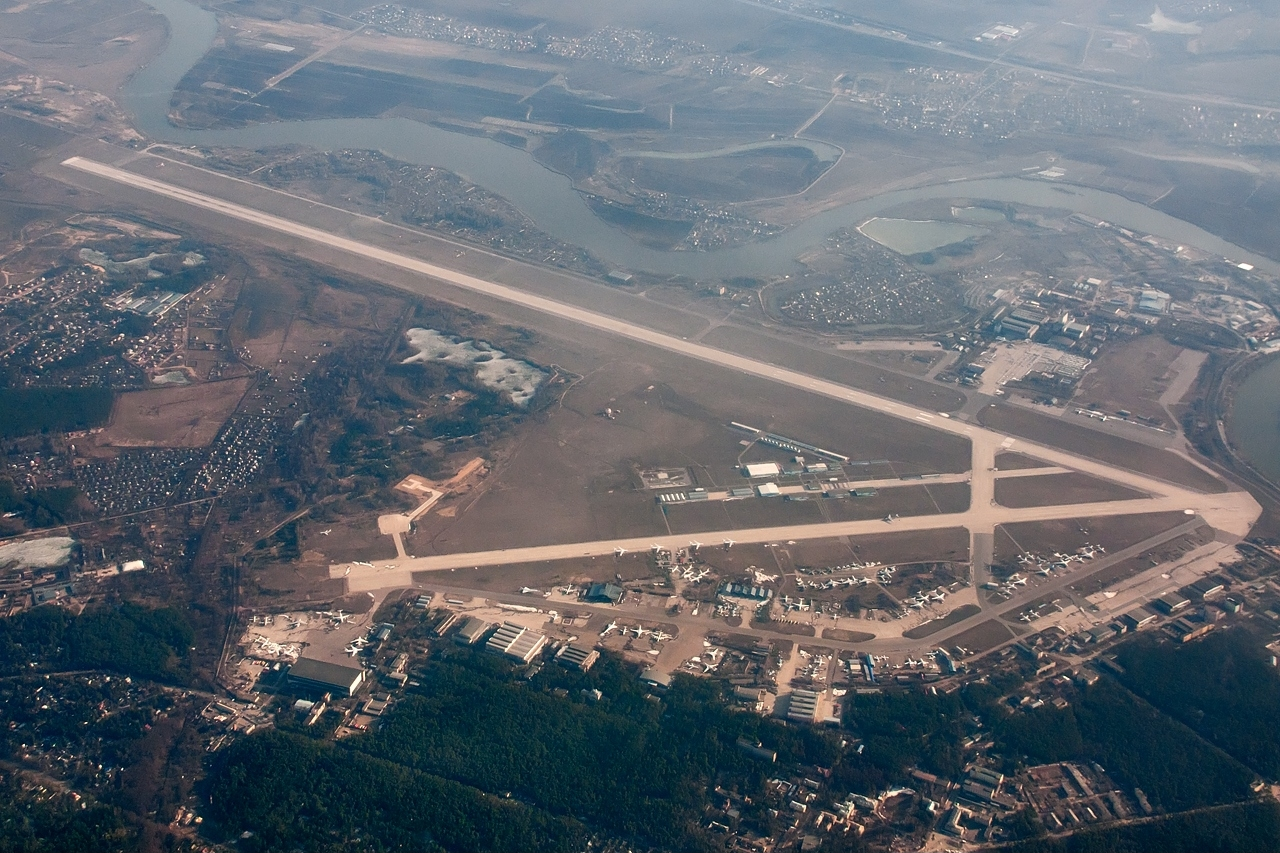
ジュコーフスキー空港 2011年

冷戦時代から旧ソ連の各設計局の開発する軍用機のテスト施設として利用されており、ソ連版スペースシャトルとも言われるブランの試験もここで行われた。 現在ではロシア非常事態省を始めとする政府関係機関や航空貨物輸送の拠点として利用されているが、2016年3月15日より、民間旅客便を受け入れる。
この空港はM・M・グロモフ記念航空研究所の一部であり、2年毎に行われる航空ショーであるMAKSの会場になっている。また、TsAGIもこの空港に隣接している。
民間機が利用可能な空港としては、中国のチャムド・バンダ空港に次いで世界で2番目に長い5,402メートルの滑走路を持っている。

## 戦闘機体験搭乗
FlyMiGによって当空港を拠点に民間人向けの戦闘機体験搭乗が行われており、外国籍の者でも利用可能である。MiG-29およびSu-27、Su-30によるフライトが体験できる。複座型の戦闘機に同乗する形であるため、パイロットライセンスなどは不要である。

## 民間供用
2011年3月29日、ロシア連邦の大統領ウラジーミル・プーチンはチャーター便や格安航空会社便をラメンスコエ空港に全て移転させ、モスクワのシェレメーチエヴォ国際空港およびヴヌーコヴォ国際空港の過密化を防ぐ政策を提言した。2015年までにはLCCターミナルを含む多機能施設が建設され、2017年に第2ターミナル・貨物ターミナルを建設する予定になっている。2019年末までに旅客約1000万人/年、貨物2万5000トン/年を取り扱う能力を持たせることになっている。2016年3月15日より民間供用を開始した。
2016年5月30日、ジュコーフスキー空港の開業式典が行われ、メドヴェージェフ首相が開港を宣言した。

## 就航航空会社
| 航空会社                           | 就航地 |
| ---------------------------------- | --- |
| ウラル航空                         | アルマトイ、オシ、ドゥシャンベ、シムケント、プラハ、ローマ、トビリシ、テルアビブ、ビシュケク（季節運航便）、 カリーニングラード（季節運航便）、クリャーブ（季節運航便）、ヌクス（季節運航便）、カルシ（季節運航）、 ソチ（季節運航便）、シンフェローポリ（季節運航便） |
| en:Pegas Fly                       | 済南、福州、海口、杭州、南寧 |
| イル・アエロ                       | クズル、カザン |
| アヴィア・トラフィック・カンパニー | オシ（季節運航便） |
| en:Air Manas                       | ビシュケク（季節運航便） |
| サンエクスプレス                   | アンタルヤ |
| en:Onur Air                        | イスタンブール/アタトゥルク |
| サモンエア                         | ドゥシャンベ、クリャーブ |
| ベラヴィア                         | ミンスク |

2019年1月現在

## 空港アクセス
バスб/н番に乗って終点のオッディフ駅（Отдых）まで行き（所要時間20分）、そこからエレクトリーチカに乗ってカザンスキー駅に到着（所要時間37分）。又は、バス441э番に乗り、終点の地下鉄コテルニキ駅（Котельники）まで行き、そこからモスクワ地下鉄タガーンスコ＝クラスノプレースネンスカヤ線で市中心部へ向かう。